# Nancy Drew – dziewczyna detektyw
Nancy Drew – dziewczyna detektyw (ang. The Nancy Drew Files) – amerykański cykl powieści kryminalnych dla młodzieży. Autorów książek jest faktycznie wielu, lecz występują pod wspólnym nazwiskiem-pseudonimem: Carolyn Keene.
Seria The Nancy Drew Files jest spin-offem do oryginalnego cyklu Nancy Drew Mystery Stories, który ukazuje się w USA od roku 1930.
Kilka książek, w tym m.in. W kręgu zła (1992) i Zabójcze sekrety (1993), ukazało się w Polsce.
Książeczki opowiadają o młodej dziewczynie-studentce, tytułowej Nancy Drew, z zacięciem detektywistycznym, która rozwiązuje najbardziej skomplikowane zagadki kryminalne.
Historie o młodej detektyw zostały kilkakrotnie zekranizowane.